# Font de la Finestra
La font de la Finestra, també anomenada font de la Batlamala o font de la Falzia, portava antigament les aigües fins al Monestir de Sant Jeroni de Cotalba. Està a la serra d’Almiserà.
Es localitza a 200 metres d'altitud, a la part obaga del barranc de la Falzia, (Almiserà). L’aigua brolla d'una menudeta concavitat natural de pedra calcària, d'uns 12 metres de profunditat, tapiada per un mur que deixa escapar l'aigua per una obertura inferior.

## Noms de la font
El topònim més antic és el de font de la Batlamala. Els romans deien que el plantatge era una “betula mala”. En pobles moruns, com Benidoleig, encara se’n diu ‘bleda borda’. Arabitzat com /batlamála/, el nom s'aplicà a la font, a la penya d’on naix i al barranc.
El terme falzia ve donat per la presència de falzies de pou a la contrada del barranc de la Falzia (que desemboca al riu Vernissa) on es localitza la font; mentre que el nom de la finestra ve donat per la concavitat i el muret que la tanca, que deixa un forat en forma de finestra perfecta.

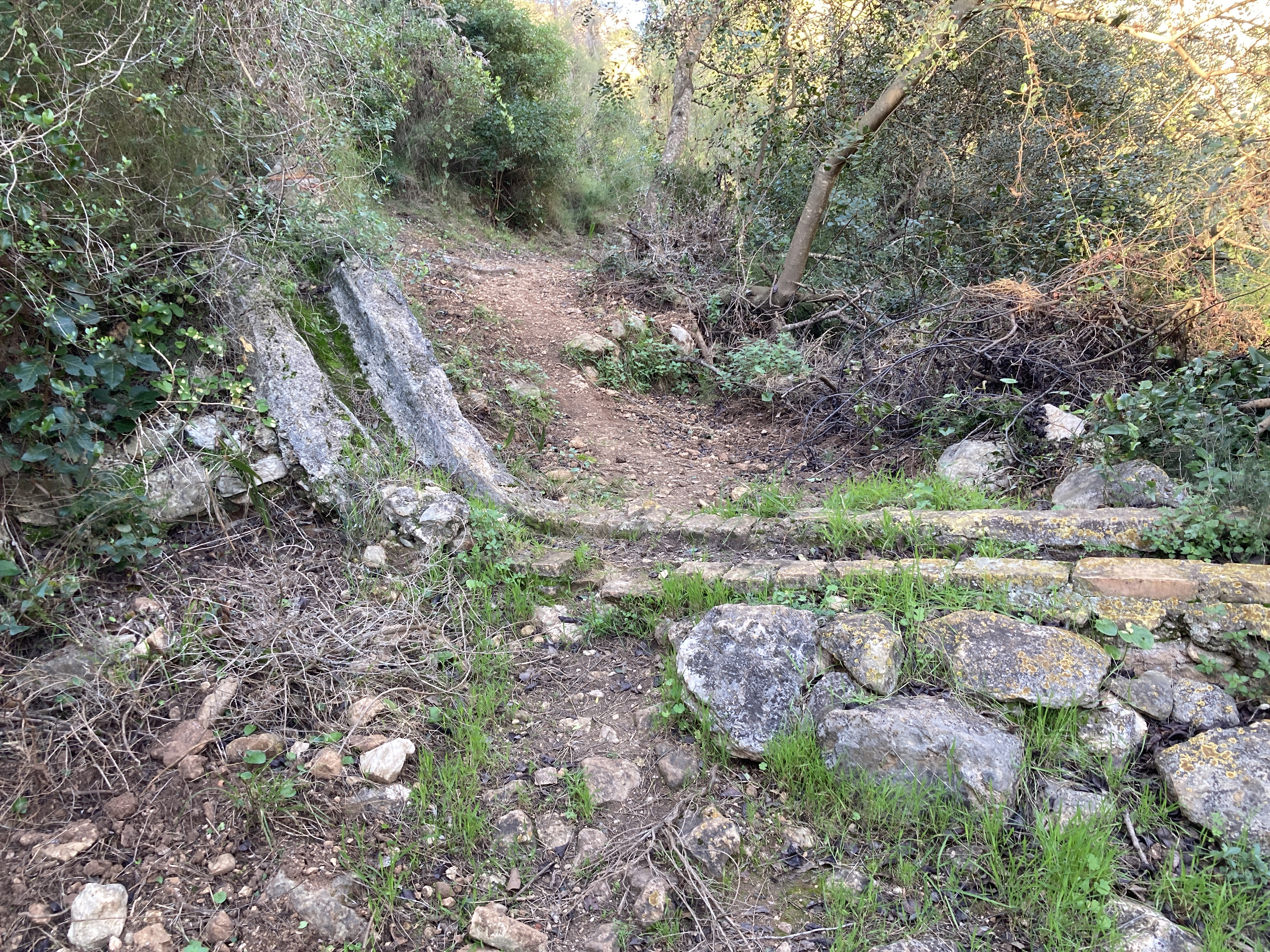
Restes de la canalització

## Construcció de la font
L'aqüeducte de Sant Jeroni de Cotalba que portava l'aigua fins al Monestir de Sant Jeroni, va ser construïda, pels monjos del monestir; a finals del segle XV, després de la donació que va fer el senyor de Ròtova, Pere Cabrera, a la comunitat religiosa el 1485. La canalització, de 6 km de tirada, estava feta amb tubs rodons encadenats de fang cuit. Tots ells corren per damunt d'un mur de maçoneria. Actualment, a la part baixa encara podem observar el que resta d'aquesta canalització.
Es va reconstruir, després de la desamortització de Medizabal, per ordre de la família Trènor de València, 1880. Amb aquesta reforma l'aigua corria en canaleta a l'aire lliure sobre l'obra del segle xv, i dona la imatge que hui podem observar formada per mitjos tubs de fang tallats longitudinalment i col·locats sobre una base de calç, arena i aigua, de gran consistència tècnica, amb una finestra davant la font.
La làpida llaurada amb marbre que hi ha a la font conté la inscripció: El Exmo. Sr. Don Federico Trenor i Bucelli, propietario de esta fuente, reconstruyó a sus expensas el aqueducto desde su naciemiento hasta su heredad, Casa San Jerónimo en 1880 y 1881.
Aquesta font va ser expropiada als Trènor per la Confederació Hidrogràfica del Xúquer, per tal de resoldre el 1938 el problema de l'abastament d'aigua a Ròtova.